# Securitas AB
Die Securitas AB ist ein schwedischer Sicherheitskonzern mit Sitz in Stockholm. Das Unternehmen beschäftigt ca. 355.000 Mitarbeiter in rund 50 Ländern und erwirtschaftete 2020 einen Umsatz von 9,9 Mrd. Euro.

## Geschichte
1934 kaufte Erik Philipp-Sörensen in Helsingborg das Sicherheitsunternehmen AB Hälsingborgs Nattvakt und firmierte ab 1972 nach weiteren Übernahmen – wie beispielsweise 1999 die älteste US-amerikanische Detektei Pinkerton – unter Securitas AB. 1998 übernahm der Konzern die Deutsche Sicherheits AG und gründete Securitas Deutschland. Ebenfalls im Jahr 1988 gründete sich die Sparte Securitas Direct, die 2009 umfirmierte in Verisure. Securitas ist heute weltweit der größte Anbieter von Sicherheitslösungen im privaten Sicherheitsgewerbe und in Deutschland mit etwa 19.200 Mitarbeitern an rund 85 Standorten vertreten. Die Firma ist in den Bereichen Sicherheitsdienste und Sicherheitstechnik tätig. International tritt das Unternehmen unter dem Namen Securitas auf. Da in der Schweiz dieser Name bereits markenrechtlich geschützt ist, trägt es dort den Namen Protectas SA. 1999 wurde die bekannte amerikanische Pinkerton-Agentur übernommen. 2001 wurde die Sicherheitstechnik unter dem Namen Securitas Systems, heute Niscayah, als unabhängige Division ausgegliedert.

## Logo

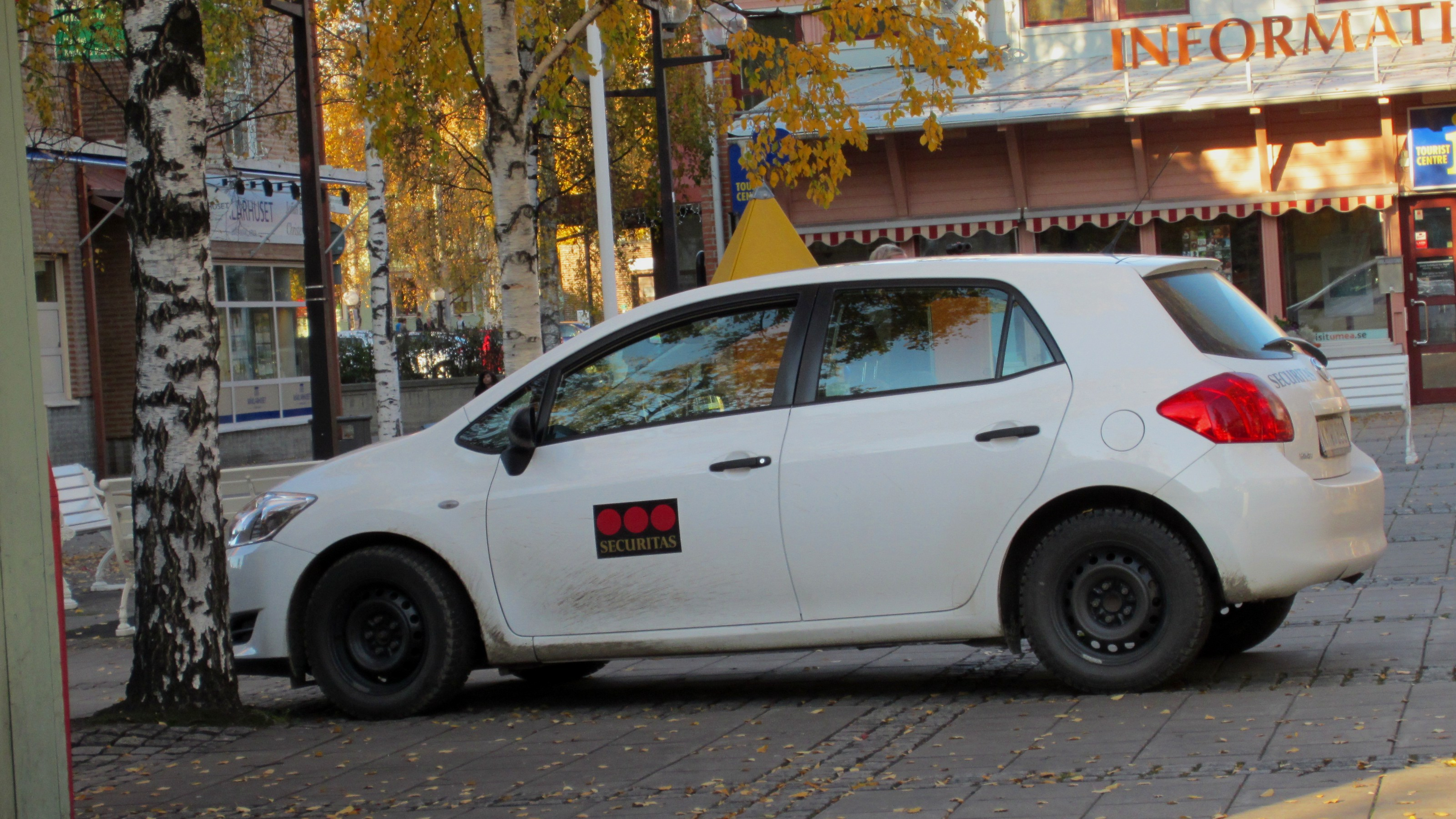
Ein Wagen des Konzerns in Umeå (2011)

Das Logo setzt sich aus drei roten Punkten auf schwarzem Grund zusammen. Sie stehen für: Aufmerksamkeit, Ehrlichkeit und Hilfsbereitschaft. Unterhalb der drei auf einer Waagerechten angeordneten Punkte steht der Schriftzug Securitas in goldenen Großbuchstaben, heute in weiß, der eigens kreierten Schriftart Securitas Sans (seit Juni 2008).

## Tochterunternehmen

### Securitas Deutschland
Die wirtschaftliche Situation der Geld- und Werttransportsparte Deutschland blieb dauerhaft hinter den Erwartungen des Konzerns zurück. Nachdem sich die Geschäftsführung entschlossen hatte, die Geld- und Werttransportsparte von Securitas Deutschland für einen symbolischen Preis abzustoßen, wurde diese am 28. November 2005 vom Konkurrenten Heros übernommen, der kurz danach in Insolvenz ging.
Durch die nunmehr vollständig zur Securitas Deutschland gehörende Heros wurde daraufhin im März 2006 die bis dahin unabhängige mittelständische Renful Flugverkehr Services GmbH (gegründet 1995 in Frankfurt am Main) erworben. 2007 erfolgte die Umbenennung dieser Tochter in Securitas Flugverkehr Services GmbH. Die rechtliche Eigenständigkeit bleibt formal bestehen.
Im März 2008 geriet diese Tochtergesellschaft bundesweit in die Schlagzeilen, weil sie am Frankfurter Flughafen laut Angabe der Gewerkschaft Verdi die Gründung eines Betriebsrates durch die fristlose Kündigung von Gewerkschaftsmitgliedern behinderte.
In Neu-Isenburg werden Mitarbeiter des Unternehmens seit mehreren Jahren als „Hilfspolizisten“ zur Überwachung des ruhenden Verkehrs und der Erteilung von gebührenpflichtigen Verwarnungen eingesetzt. Dabei arbeiten die Securitas-Mitarbeiter als Leihkräfte für das Ordnungsamt, werden aber von Securitas eingekleidet und bezahlt.
Im April 2008 firmierte die Techniktochter Securitas Systems in die eigenständige Firma Niscayah GmbH um. Der Sicherheitsdienstleister Securitas fusionierte im Mai 2008 mit G4S Sicherheitssysteme GmbH, einem britischen Tochterunternehmen und dem größten Anbieter von Sicherheitstechnik in Deutschland. Die Fusion wurde Ende April vom Bundeskartellamt genehmigt. Mit der Übernahme stieg der Marktanteil des Unternehmens auf 14 Prozent.

### Securitas in der Schweiz
Da es in der Schweiz seit über 100 Jahren den Sicherheitsdienstleister Securitas AG gibt, musste die Securitas AB dort einen anderen Namen wählen. Somit entstand mit der Protectas SA das in der Schweiz nach der Securitas AG zweitgrößte Sicherheitsunternehmen mit 19 Niederlassungen. Zusätzlich werden alle Aktivitäten rund um die Luftfahrt von Protectas Aviation Security AG kontrolliert, einem eigenständigen Unternehmen. Das Schweizer Logo mit den drei Punkten gleicht dem der Securitas AB, jedoch steht darunter Protectas.